# Teatrul Imposibil
Teatrul Imposibil este o companie teatrală independentă înființată în ianuarie 2003, la Cluj-Napoca, de regizorul Cristi Nedea și care și-a propus să promoveze tinerii creatori și ultimele tendințe din zona artelor spectacolului, un accent deosebit fiind pus pe textele noilor dramaturgi, sincronizarea artei cu realitățile actuale și pe exploatarea spațiilor neconvenționale.
În același timp, ca o consecință directă a acestor preocupări, a fost fondată și revista lunară de atitudine teatrală man.in.fest , Biblioteca Teatrul Imposibil și Festivalul Internațional de teatru Experimental MAN.In.FEST.
În cel de al doilea an de activitate, Asociația Teatrul Imposibil și-a extins constant setul de activități și programe demarate în 2003, păstrînd cu consecvență calitatea și ritmicitatea europeană a activităților sale, remarcîndu-se atît prin profesionalism cît și prin dinamism ca un caz singular la nivel național.
Astfel Teatrul Imposibil înseamna:

## I. PRODUCȚIA DE SPECTACOLE
1.Frankie e OK, Peggy e și ea bine, și totu-i cum nu se poate mai bine de Martin Cicvak. Angelica Nicoară, Ramona Dumitrean, Adrian Cucu, Sebastian Marina ši Cătălin Herlo. Regia: m.chris.nedeea. 
2. Noir Desir de Diana Chioreanu, cu Ramona Dumitrean. Regia: m.chris.nedeea
3. Pâine, orbi și saxofoane , după Matei Višniec ši John Steinbeck. Cu KUMM, regia: m.chris.nedeea
1. Valsul hazardului de Victor Haim (Fr); cu Marius Bodochi și Ramona Dumitrean - spectacol prezentat exclusiv la București, la Teatrul Nottara;
2. Chip de foc de Marius von Mayenburg (De), cu Ovidiu Crișan, Carmen Culcer, Ramona Dumitrean, Adrian Cucu, Ionuț Caras - spectacol prezentat la Casa Armatei, Cluj;
3. Duelul de Dumitru Crudu (Ro); cu Cătălin Herlo și Romul Moruțan - spectacol prezentat la Cluj, în curtea interioară din P-ța Unirii 10, cu intrarea liberă;
4. Venus sunt eu de Aristița Albăcan (Ro); cu Ramona Dumitrean, Ionuț Caras, Anca Opriș, Romina Merei - spectacol prezentat la galeria UAP din str. Iuliu Maniu, Cluj;
5. Carmen sau Întoarcerea de acasă de Șt. Caraman (Ro); cu Carmen Culcer - spectacol prezentat în Diesel Club, Cluj;
6. Vladimir vagy Estragon vagy Mindegy după S.Beckett (Fr); spectacol în limba maghiară, prezentat în curtea interioară din Piața Unirii 10, Cluj, intrarea liberă;
7. Simona de Șt. Caraman (Ro); cu Simona Stoicescu; spectacol realizat și prezentat la București, în parteneriat cu La Scena;
8. Valsul hazardului de Victor Haim (Fr), versiunea II; cu Ionuț Caras și Ramona Dumitrean; spectacol prezentat cu intrarea liberă la Sala Studio a Teatrului Național Cluj;

## II. PROGRAM DE PROMOVARE A DRAMATURGIEI NOI DIN UNGARIA
În cadrul programului 7 drama 7 szerzo7 virtualis eloadas, derulat timp de 7 săptămîni, cu intrare liberă, în Diesel Club, Cluj; program în limba maghiară; au fost prezentați dramaturgii: Karpati Peter, Garaczi Laszlo, Filo Vera, Hay Janos, Szilagyi Andor, Lorinczy Attila

## III. PARTICIPĂRI FESTIVALIERE
- Festivalul Internațional de teatru francofon Coup de theatre organizat de Institutul Francez din București, aprilie 2004;
- Festivalul național de teatru de cameră și underground, Arad, mai 2004;
- Festivalul Internațional Fellsighed, Târgu-Mureș, iulie 2004;
- Transsylvania express, Lyon, octombrie 2004;
- Întâlnirile europene de la Cluj, octombrie 2004;

## IV. PREZENTAREA ÎN ASOCIERE CU THEATRE DU GLOBULE DIN LYON
a unor reprezentații în oglindă - versiune română și franceză - cu spectacolul Valsul hazardului, atât la Lyon (3 reprezentații) cât și la Cluj (4 reprezentații cu intrarea liberă);

## V. EDITAREA A 7 NOI TITLURI ÎN BIBLIOTECA TEATRUL IMPOSIBIL
1. Tatiana Repina, dramă inedită într-un act de Cehov, carte obiect
2. Ce dracu' se întîmplă cu trenul ăsta?, 3 piese de Radu Țuculescu
3. Această poveste nu va fi spusă niciodată, 3 piese de Radu Macrinici
4. Duelul și alte texte, 3 piese de Dumitru Crudu
5. Tragicul & alte note subiective, eseuri teatrale de C.C. Buricea-Mlinarcic
6. Teatrul Marathon, 3 piese de Ștefan Caraman;
7. Waxing West, 3 piese de Saviana Stănescu, ediție bilingvă;

## VI. PREZENTAREA SPECTACOLELOR PROPRII
în București, Târgu-Mureș, Tulcea, Arad, iar a cărților și a revistelor în lansări sau tîrguri de profil organizate la Râmnicul Vâlcea, Timișoara, Mureș, Arad, București, Sfântu-Gheorghe și Sibiu;

## VII. EDITAREA LUNARĂ A REVISTEI DE TEATRU man.in.fest
a doua publicație de gen din țară, ajunsă la numărul 20, într-o deosebită ținută grafică, cu colaboratori din New York, Toronto, Stockholm, Budapesta etc.;
Incepind din 2006, revista Man.In.Fest a devenit independenta, este astazi editata de Asociatia ArtReSearch din Cluj si poate fi citita pe adresa http//www.maninfest.ro

## VIII. ORGANIZAREA PENTRU PRIMA OARĂ ÎN CLUJ
în ultimii 4 ani, între 18-21 noiembrie 2005, a unui festival național de teatru, MAN.IN.FEST, care a prezentat publicului clujean 12 spectacole din București, Oradea, Târgu-Mureș și Cluj, precum și titlurile apărute la cele mai importante edituri de carte de teatru din țară, în cadrul unui târg de profil desfășurat în Piața Unirii.